# Hecatera constantialis
Hecatera constantialis är en fjärilsart som beskrevs av Charles Boursin 1960. Hecatera constantialis ingår i släktet Hecatera och familjen nattflyn. Inga underarter finns listade i Catalogue of Life.